# Herzog von Liria und Jérica

Wappen des Herzogs von Berwick sowie von Liria und Jérica

Herzog von Liria und Jérica ist ein erblicher spanischer Adelstitel, der von König Felipe V. am auf 13. Dezember 1707 an James Fitzjames, 1. Duke of Berwick, verliehen wurde. James Fitz-James Stuart war der älteste Sohn des Königs von England James II. mit seiner Geliebten Arabella Churchill.
Im Titel genannt werden die Städte Liria (Provinz Valencia) und Jérica (Provinz Castellón).
Der jeweilige Duque de Liria y Xérica trug bis 1953 auch den (in England nicht anerkannten) jakobitischen Titel Duke of Berwick (in der gleichen Zählung); der 7. Duque de Liria y Xérica wurde 1802 der 14. Duque de Alba de Tormes, der aktuelle 12. Duque de Liria y Xérica ist auch der 19. Duque de Alba de Tormes.

## Herzöge von Liria und Jerica
| N°   | Titelhalter                                                   | Zeit      |
| ---- | ------------------------------------------------------------- | --------- |
| I    | James Fitz-James Stuart y Churchill                           | 1707–1734 |
| II   | Diego Francisco Fitz-James Stuart                             | 1734–1738 |
| III  | James Francis Fitz-James Stuart y Colón de Portugal           | 1738–1785 |
| IV   | Carlos Bernardo Fitz-James Stuart y Silva                     | 1785–1787 |
| V    | Jacobo Felipe Carlos Fitz-James Stuart y Stolberg-Gedern      | 1787–1795 |
| VI   | Jacobo José María Fitz-James Stuart y Silva                   | 1795–1795 |
| VII  | Carlos Miguel Fitz-James Stuart y Silva                       | 1795–1835 |
| VIII | Jacobo Luis Fitz-James Stuart y Ventimiglia Álvarez de Toledo | 1835–1881 |
| IX   | Carlos María Stuart Fitz-James y Palafox Portocarrero         | 1881–1901 |
| X    | Jacobo Fitz-James Stuart y Falcó                              | 1901–1953 |
| XI   | María del Rosario Cayetana Fitz-James Stuart                  | 1955–2014 |
| XII  | Carlos Fitz-James Stuart y Martínez de Irujo                  | 2014–     |